# Chevrolet Tracker
Chevrolet Tracker — мини-кроссовер, выпускающийся с 2013 года корпорацией General Motors под брендом Chevrolet. В октябре 2011 года GM объявили о возможном выпуске субкомпактного кроссовера на базе Chevrolet Aveo/Sonic, тогда имя кроссовера ещё не было известно. В мае 2012 года компания опубликовала фотографии автомобиля, информацию о двигателях, и возможное имя — Tracker. Затем, на Парижском автосалоне этого же года, кроссовер был представлен публике, однако компания заявила, что официальное имя у автомобиля будет Trax, под ним он будет продаваться во всём мире, кроме некоторых рынков — в России (по объективным причинам) и Бразилии (там названием T-Rax именуется вид наркотиков) он будет зваться Tracker, а в Океании он будет называться Holden Trax. Мировые продажи начались в начале 2013 года. Кроссовер не продаётся в США, так как там продаётся его собрат — Buick Encore, престижный «клон» европейского Opel Mokka. Тем не менее, в Канаде и Мексике он доступен, причём ещё с конца 2012 года.
В Таможенном Союзе производится с 2013 года в Казахстане  В 2015 году в России была продана небольшая партия машин белорусской сборки. В Узбекистане в 2018 году запущена крупноузловая SDK сборка в Ташкенте, с 2019 года производится на заводе GM в Асаке.

## Технические характеристики
Trax имеет на выбор 3 четырёхцилиндровых двигателя — 1,4-литровый турбобензиновый агрегат, 1,6-литровый бензиновый «атмосферник» и 1,7-литровый турбодизель. Для Tracker представляется тот же 1,4-литровый + 1,8-литровый бензиновый мотор. Агрегатируется автомобиль 5- или 6-ступенчатой механической коробкой передач, либо 6-ступенчатым автоматом. В Узбекистане Chevrolet Tracker оснащается 1,2-литровым турбо двигателем
- Размерность колёс — P205/70R16, P215/55R18
- Передняя подвеска — независимая, пружинная, типа MacPherson, стабилизатор поперечной устойчивости
- Задняя подвеска — полунезависимая, торсионная, пружинная
- Рулевое управление — шестерня-рейка с электроусилителем (кол-во поворотов — 2,72) (16:1)
- Радиус разворота — 10,8
- Передние тормоза — дисковые, вентилируемые (размеры 300 x 26)
- Задние тормоза — барабанные (в моноприводной версии) (размеры 230 x 12); дисковые, вентилируемые (размеры 268 x 12)

## Оснащение
Trax имеет 4 комплектации, названия которых свойственны североамериканским автомобилям Chevrolet — LS, 1LT, 2LT и LTZ; названия европейских комплектаций пока не известны. В базовой автомобиль оснащается кондиционером, электроприводом зеркал и стёкол, 4-спикерной аудиосистемой, тканевыми сиденьями и тд. В более дорогих появятся кожаные сиденья, 7-канальная аудиосистема Bose, круиз-контроль, система «старт-стоп», а также система Mylink с 7-дюймовым дисплеем, позволяющая соединяться посредством Bluetooth со смартфонами и использовать их музыку и навигационную систему.
В базовом оснащении кроссовера уже имеется 6 подушек безопасности, системы АБС и ESP StabiliTrak. Также автомобиль может иметь системы HSA (помощь при старте), HDC (помощь при спуске) и TSA (слежение за безопасностью манёвров при езде с прицепом).
При своих скромных размерах кроссовер имеет неплохую вместимость и практичный салон (складываться может даже переднее сиденье пассажира), однако небольшие размеры багажника.
| Некоторые дополнительные характеристики | [ 9 ]   |
| --------------------------------------- | ------- |
| Пространство над сиденьями спереди      | 1005 мм |
| Пространство над сиденьями сзади        | 1037 мм |
| Пространство для ног спереди            | 1037 мм |
| Пространство для ног сзади              | 908 мм  |
| Ширина салона спереди на уровне плеч    | 1374 мм |
| Ширина салона сзади на уровне плеч      | 1340 мм |
| Ширина передних сидений                 | 1313 мм |
| Ширина подушек задних сидений           | 1274 мм |

## Безопасность
Автомобиль прошел тест Euro NCAP в 2013 году:
| Euro NCAP                                                              | Euro NCAP | Euro NCAP | Euro NCAP             |
| ---------------------------------------------------------------------- | --------- | --------- | --------------------- |
| · общий рейтинг                                                        |           |           |                       |
| 94%                                                                    | 85%       | 64%       | 81%                   |
| взрослый пассажир                                                      | ребёнок   | пешеход   | активная безопасность |
| Протестированная модель: Chevrolet Tracker 1,7 дизель 'LT', LHD (2013) |           |           |                       |

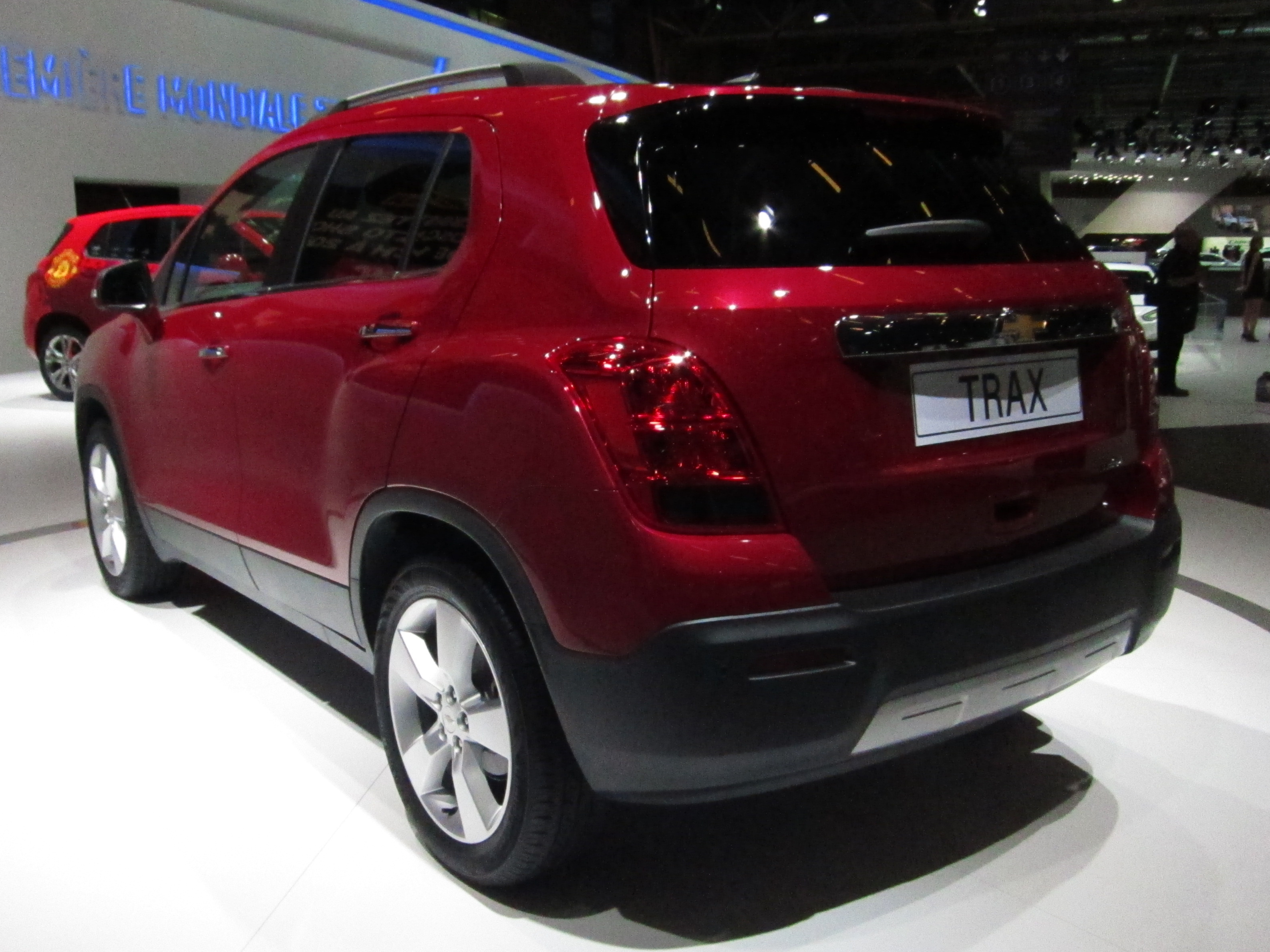
Chevrolet Trax, вид сзади
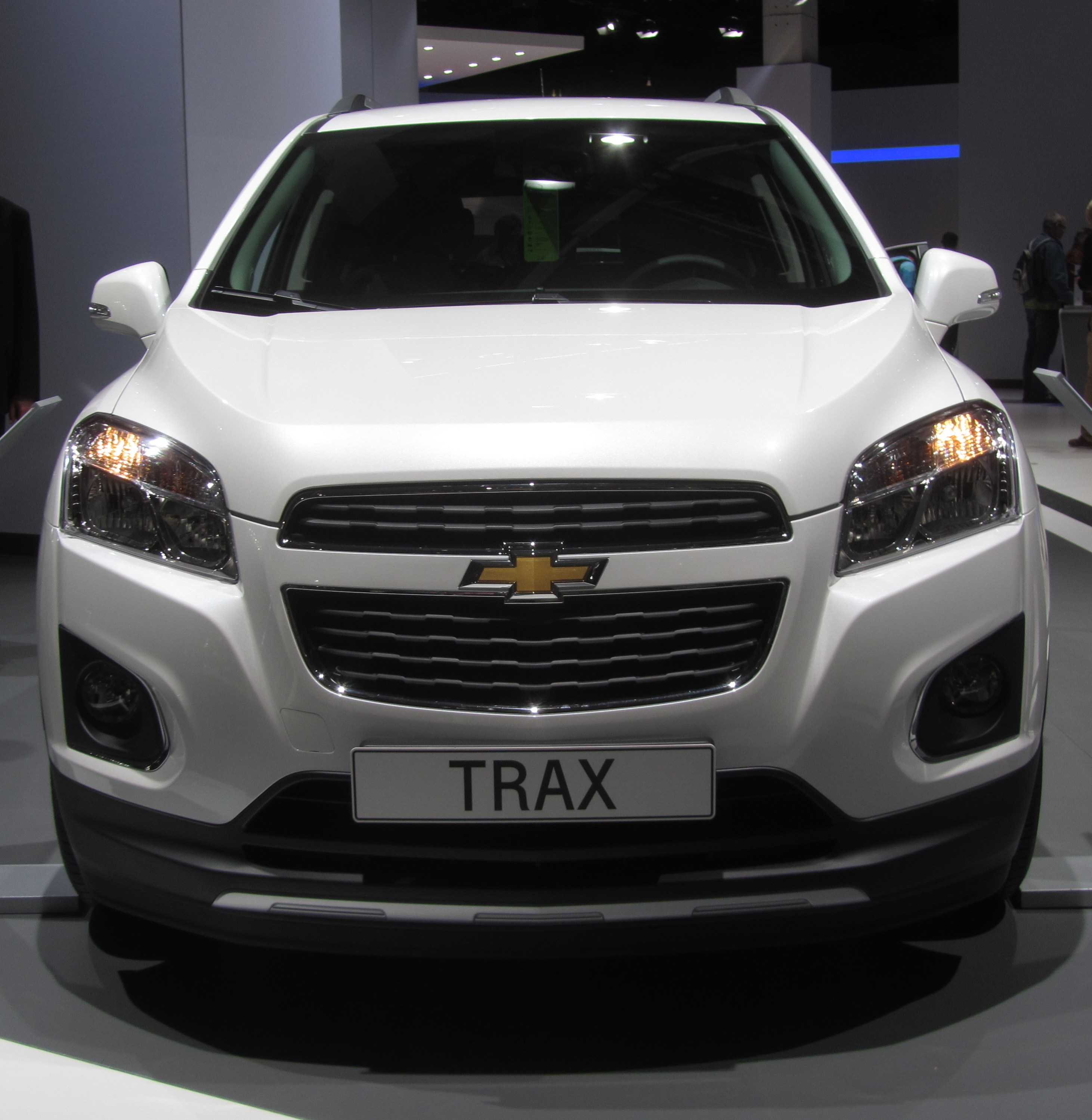
Chevrolet Trax 2013 года
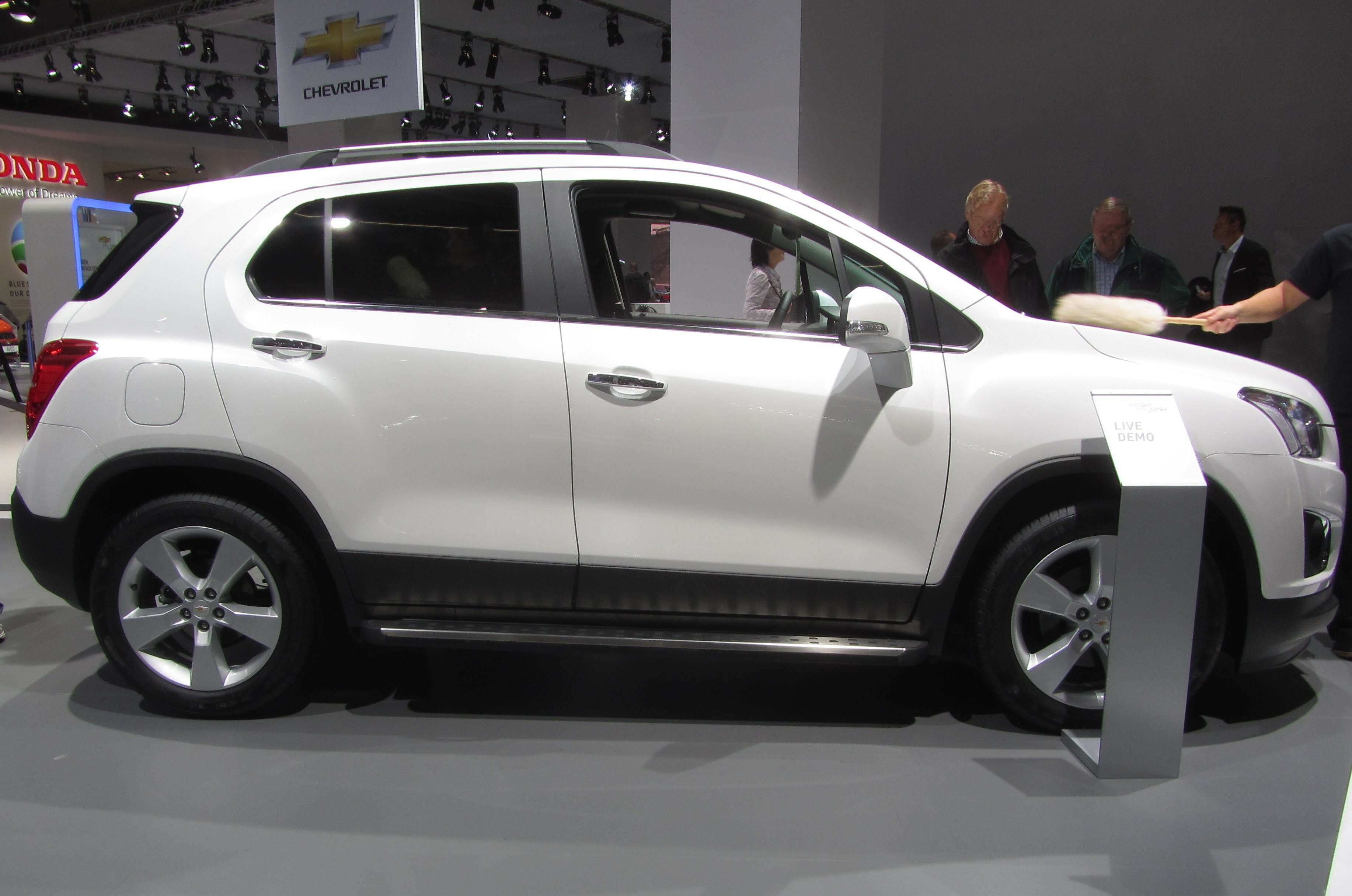
Chevrolet Trax 2013 года
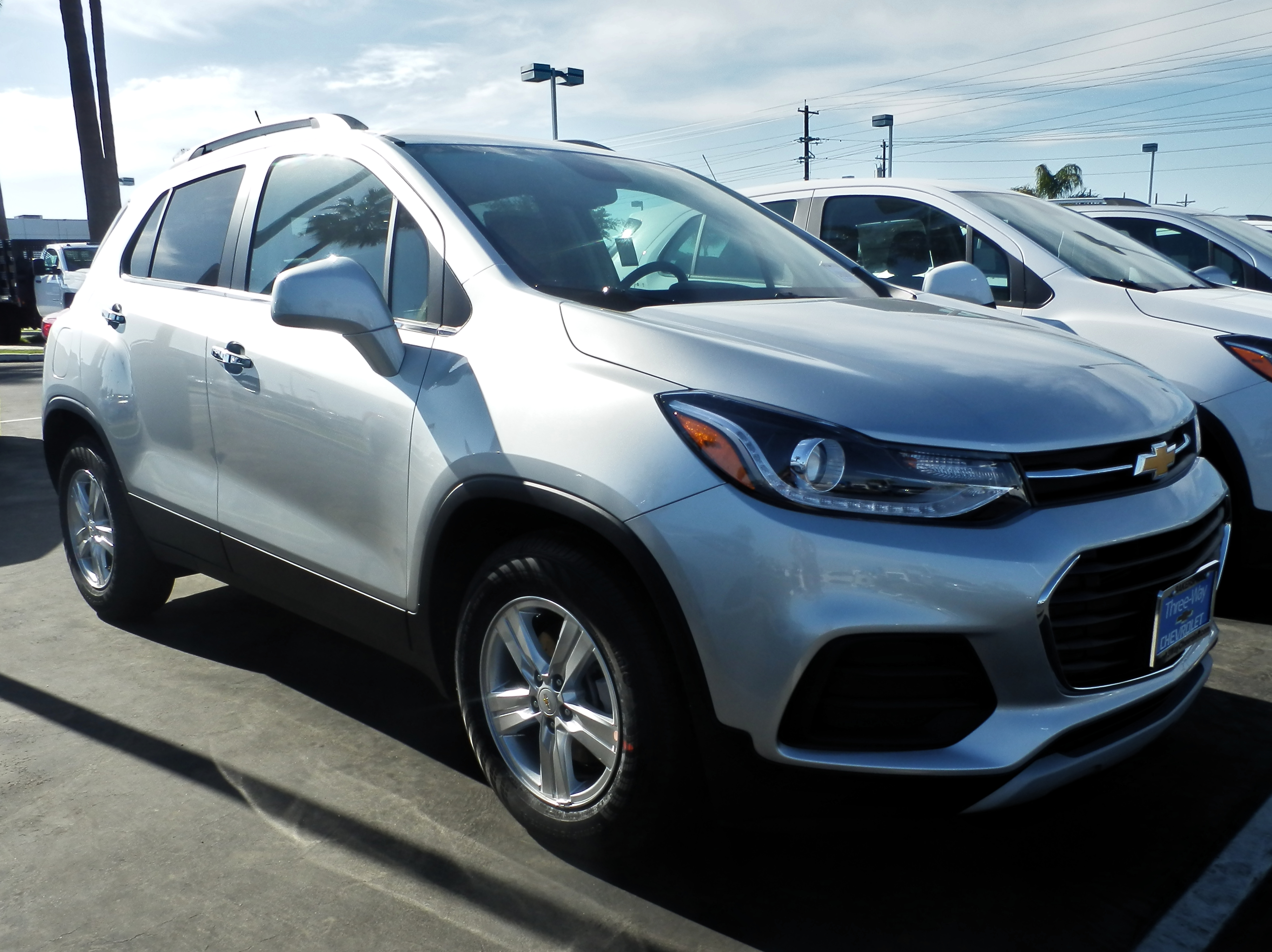
Рестайлинг 2016 года
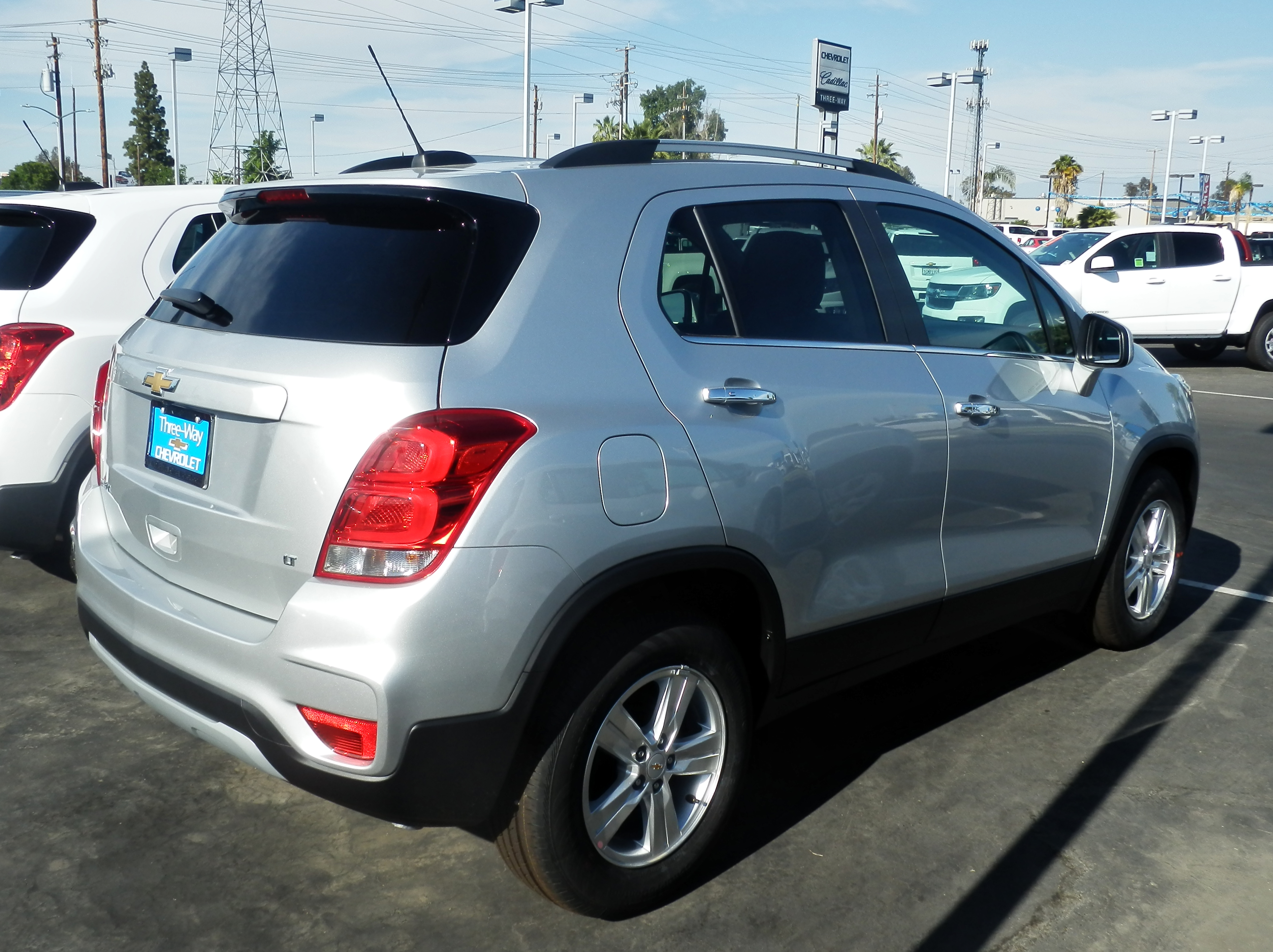
Рестайлинг 2016 года